# Bachia cacerensis
Bachia cacerensis là một loài thằn lằn trong họ Gymnophthalmidae. Loài này được Castrillon & Strussman miêu tả khoa học đầu tiên năm 1998.